# Стонінгтон (Коннектикут)
Стонінгтон (англ. Stonington) — місто (англ. town) в США, в окрузі Толленд штату Коннектикут. 

### Клімат
| Клімат : Стонінгтон          | Клімат : Стонінгтон | Клімат : Стонінгтон | Клімат : Стонінгтон | Клімат : Стонінгтон | Клімат : Стонінгтон | Клімат : Стонінгтон | Клімат : Стонінгтон | Клімат : Стонінгтон | Клімат : Стонінгтон | Клімат : Стонінгтон | Клімат : Стонінгтон | Клімат : Стонінгтон | Клімат : Стонінгтон |
| Показник                     | Січ.                | Лют.                | Бер.                | Квіт.               | Трав.               | Черв.               | Лип.                | Серп.               | Вер.                | Жовт.               | Лист.               | Груд.               | Рік                 |
| Середній максимум, °C        | 3,3                 | 3,9                 | 8,3                 | 13,3                | 18,9                | 23,9                | 27,2                | 26,7                | 22,8                | 16,7                | 11,7                | 6,1                 | 15,3                |
| Середній мінімум, °C         | −6,7                | −5,6                | −1,7                | 3,3                 | 8,9                 | 13,9                | 17,2                | 16,7                | 12,8                | 6,1                 | 1,7                 | −3,3                | 5,3                 |
| Норма опадів, мм             | 112                 | 90                  | 113                 | 107                 | 96                  | 93                  | 84                  | 113                 | 103                 | 101                 | 115                 | 110                 | 1237                |
| ---------------------------- | ------------------- | ------------------- | ------------------- | ------------------- | ------------------- | ------------------- | ------------------- | ------------------- | ------------------- | ------------------- | ------------------- | ------------------- | ------------------- |
| Джерело: The Weather Channel |                     |                     |                     |                     |                     |                     |                     |                     |                     |                     |                     |                     |                     |